# Ganesh Chaturthi
Ganesh Chaturthi (también conocido como Vinayaka Caturthi, Ganesa Caturthī o Vinayaka Cavithi) es el festival hindú celebrado en honor del dios Ganesha. Las celebraciones se llevan a cabo tradicionalmente en el cuarto día de la primera quincena (Shukla Chaturthi) en el mes de Bhaadrapada en el calendario hindú, generalmente agosto o septiembre en el calendario gregoriano. El festival dura generalmente diez días, poniendo fin a los catorce días de la quincena (Anant Chaturdashi).
El festival se celebra en público y en casa. La celebración pública implica la instalación de imágenes de arcilla de Ganesha en pandals públicos (santuarios temporales) y la adoración en grupo. En las casa se coloca una imagen de arcilla y es adorada por los familiares y amigos. Al final de la fiesta, los ídolos están inmersos (y se disuelven) en una fuente de agua, como un lago o estanque.
Se celebra en toda la India, sobre todo en Maharashtra, Karnataka, Telangana, Tamil Nadu, Kerala, Andhra Pradesh, Goa, Odisha y otras partes del oeste y el sur de la India. En el extranjero, Ganesh Chaturthi se celebra en la región de Terai de Nepal y por la diáspora hindú en los Estados Unidos, Canadá, Mauricio y España (especialmente en Tenerife y el resto de las Islas Canarias).

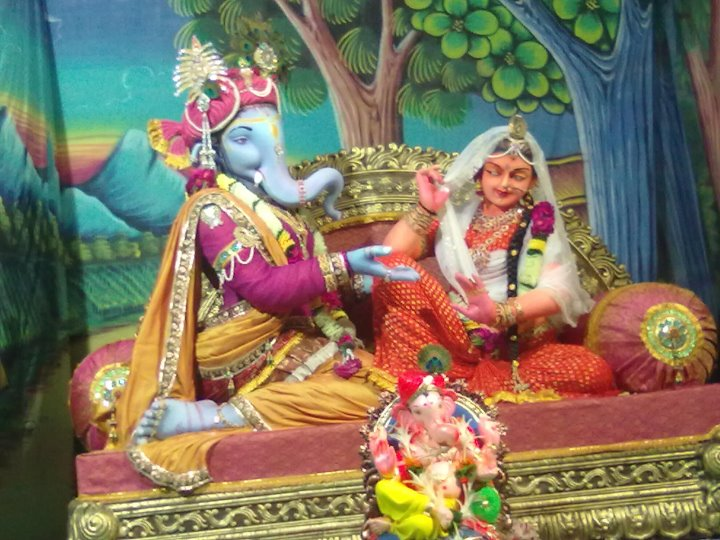
Celebración en Vadodara

## Celebraciones
En la India, Ganesh Chaturthi se celebra principalmente en el hogar y en público por grupos comunitarios locales en los estados occidentales de Maharashtra y Goa y en los estados del sur de Karnataka, Andhra Pradesh, Telangana, Tamil Nadu y Kerala.

### En casa

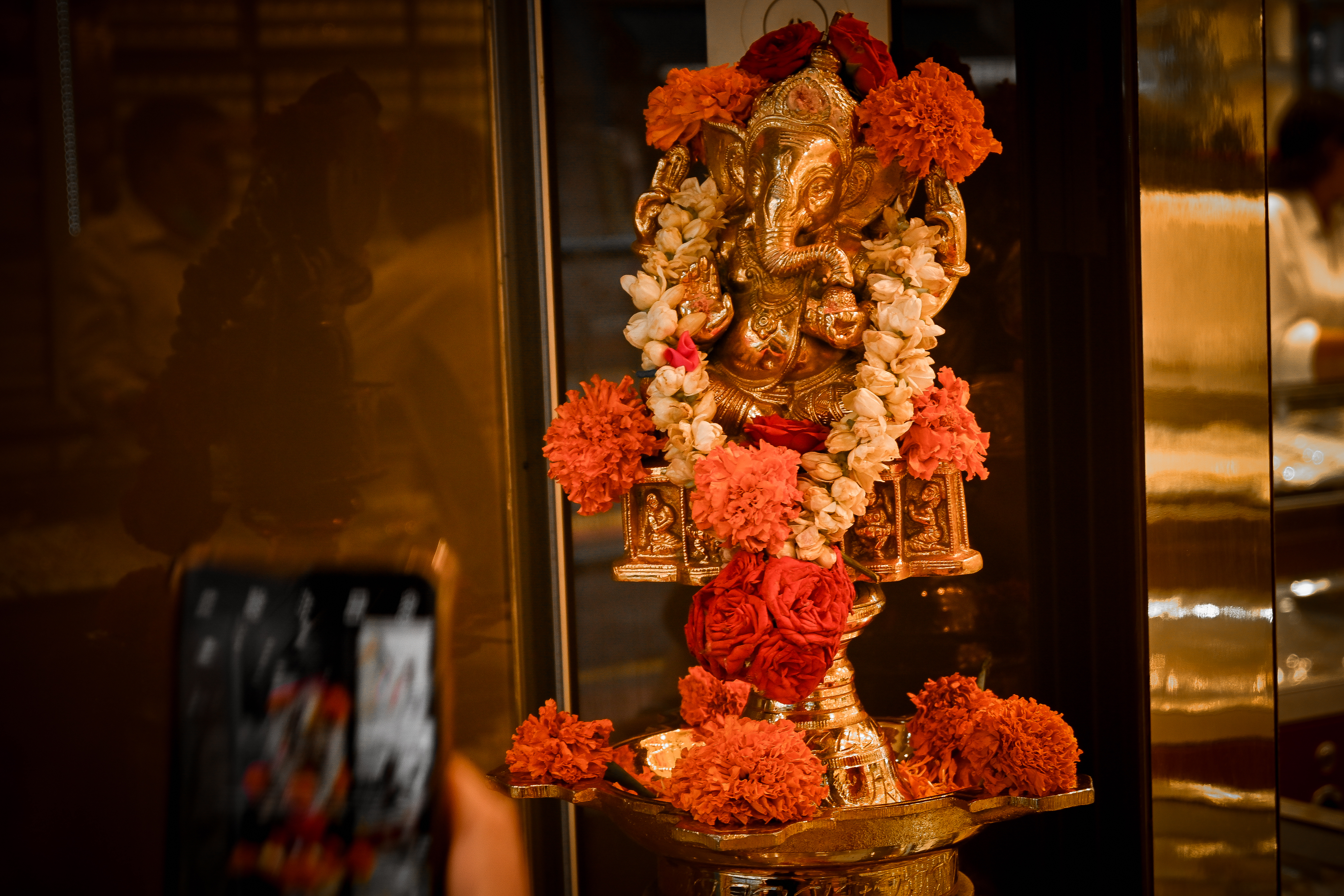
Efigie de Ganesh al exterior de una tienda en Singapur durante la festividad de Ganesh Chaturthi.

En los hogares, las familias instalan pequeñas estatuas de arcilla para la adoración durante el festival. El ídolo es adorado por la mañana y noche con ofrendas de flores, durva, karanji y modaks. El culto termina con el canto de un aarti en honor a Ganesha, otros dioses y santos. En Maharashtra se canta el marathi aarti "Sukhakarta Dukhaharta", compuesta por Samarth Ramdas en el siglo XVII.
En Goa, Ganesh Chaturthi es conocido como Chavath ("celebración auspiciosa"), que comienza en el tercer día del mes lunar de Bhadrapada. En este día Parvati y Shiva son adorados por las mujeres, que tocan instrumentos como ghumots, platillos y pakhavajs durante las ceremonias. El festival de la cosecha, Navyachi Pancham, se celebra al día siguiente; el arroz recién cosechado es llevado a casa desde los campos (o templos) y se lleva a cabo una puja. 
En Karnataka el festival Gowri precede a Ganesh Chaturthi, y la gente en todo el estado se desea lo mejor el uno al otro. En Andhra Pradesh, ídolos de Ganesha de arcilla (Matti Vinayakudu) y cúrcuma (Siddhi Vinayakudu) suelen ser adorados en casa. En Tamil Nadu el festival, también conocido como Vinayaka Chaturthi o Pillayar Chaturthi, se celebra en el cuarto día después de la luna nueva en el mes de Avani en el calendario tamil. Los ídolos son generalmente hechos de arcilla o papel maché, ya que el yeso ha sido prohibidos por el gobierno estatal. Son adorados durante varios días en pandals, y se sumergen en la Bahía de Bengala el siguiente domingo. En Kerala el festival también se conoce como Lamboodhara Piranalu, y cae en el mes de Chingam. 
Las tradiciones familiares difieren sobre cuándo finalizar la celebración. Las celebraciones nacionales terminan después de 1, 1 1/2, 3, 5, 7 o 11 días, cuando el ídolo se lleva a un cuerpo de agua (como un lago, río o el mar) para la inmersión. Debido a las preocupaciones ambientales, muchas familias ahora evitan esta práctica y deja que la estatua de arcilla se disuelve en un recipiente con agua en el hogar. Después de unos pocos días, la arcilla se utiliza en el jardín casa.

### En público
Las celebraciones públicas del festival son populares, y están organizados por grupos de jóvenes locales, asociaciones de vecinos o grupos de comerciantes. Los fondos para el festival público se recogen de los miembros de la asociación que pueden organizarla, los residentes locales y las empresas. Los ídolos de Ganesha y las estatuas están instalados en albergues temporales, conocidas como mandaps o pandals. El festival cuenta con actividades culturales como el canto, el teatro y la música orquestal y actividades de la comunidad, tales como chequeos médicos gratuitos, sitios de donación de sangre y donaciones a los pobres. Ganesh Chaturthi, además de sus aspectos religiosos, es una actividad económica importante en Mumbai, Pune, Hyderabad, Bangalore y Chennai. Muchos artistas, industrias y empresas ganan una cantidad significativa en el festival, que es un escenario para artistas en ciernes. Los miembros de otras religiones también participan en la celebración.